# Gordon Stewart (Leichtathlet)
Gordon William Stewart (* 6. September 1948) ist ein ehemaliger kanadischer Zehnkämpfer.
Bei den British Commonwealth Games 1970 in Edinburgh wurde er Sechster und bei den Panamerikanischen Spielen 1971 in Cali Achter.
1970 und 1974 wurde er Kanadischer Meister. Seine persönliche Bestleistung von 7438 Punkten stellte er am 28. März 1972 in Santa Maria auf.